# Bill Etheridge

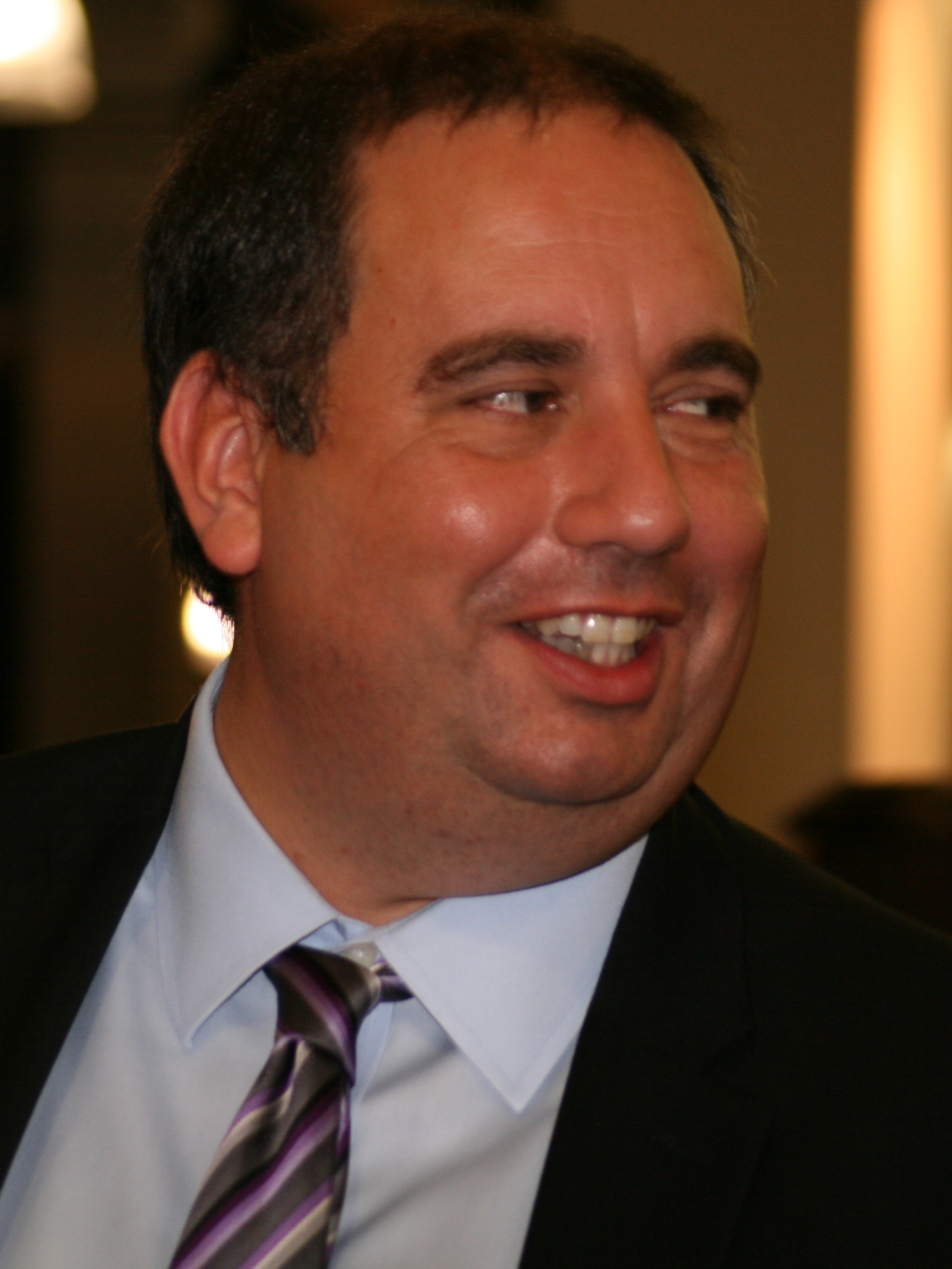
Bill Etheridge

Bill Etheridge (* 18. März 1970 in Wolverhampton) ist ein britischer Politiker. Er wurde 2014 für die UK Independence Party (UKIP) in das Europäisch Parlament gewählt. Im Oktober 2018 verließ er die UKIP auf Grund des Rechtsrucks der Partei und schloss sich der Libertarian Party an. Anfang 2019 trat er der Brexit Party bei, jedoch im September 2020 trat er wieder der UKIP bei.